# Telecottage
Telecottage (ou Télecottage, ou Télécottage) est le nom donné à un type de télécentre ; 
En l’occurrence, il s'agit d'un système d'organisation communautaire inventée en Suède pour faciliter l’apprentissage et l’accès aux nouvelles technologies de l’information et de la communication, au service du travail et télétravail notamment. 
Pour l'association européenne des télécottages ; EUTA (pour « European Union of Telecottage Associations »), basée à Budaörs, en Hongrie), il s'agit d'un point d'accès communautaire offrant une large gamme de services de communication de bureautique et d'informations, animés par des IS-mentors (les travailleurs du télécentre).  Chaque télécottage est membre d'un réseau et dispose d'un portefeuille minimal et standard de services, voire plus pour les besoins de la communauté locale.

## Histoire
Le telecottage a plutôt et d'abord été créé pour des communautés rurales plus ou moins isolées (notamment par la neige en hiver en Europe du Nord).
Le mouvement s’est ensuite développé au  Royaume-Uni où l’on comptait en 1997 environ 200 telecottages. 
En France, il existe de nombreux télécentres, cybercentres et cyberplateforme, dont certains comme dans le Berry se sont intitulés télécottage ; constitués en projet social et de développement en milieu rural associant un lieu convivial, des espaces de travail, de formation et de services (incluant un point de recherche d'emploi et une garderie d'enfants) tout en ayant une vocation commerciale (« offre de services - fax, e-mail, ordinateurs - , télétravail, formation) ».